# آنجوتا
آنجوتا (به انگلیسی: Anjuta) یک محیط یکپارچه توسعه نرم‌افزار است که برای پروژهٔ گنوم نوشته شده است، که از زبان‌های برنامه‌نویسی سی، سی++، جاوا، جاواسکریپت، پایتون و والا حمایت می‌کند و به صورت استاندارد بر روی دی‌وی‌دی نصب توزیع‌های عمده‌ای از گنو/لینوکس‌ها به مانند اوبونتو، اوپن‌سوزه، فدورا، مندریوا و … وجود دارد.

مشخصه‌های آنجوتا شامل، مدیریت پروژه و… می‌شود.

آنجوتا یک نرم‌افزار آزاد است و زیر پروانه عمومی همگانی گنو منتشر می‌شود.

## جستار به بیرون
- صفحه خانگی آنجوتا